# Kakteengewächse
Die Kakteengewächse (Cactaceae) oder kurz Kakteen sind eine Familie in der Ordnung Nelkenartige (Caryophyllales) innerhalb der Bedecktsamer (Magnoliopsida).

## Beschreibung

### Vegetative Merkmale
Kakteen sind ausdauernde Sträucher, seltener Bäume oder Geophyten. Fast alle Arten sind Stammsukkulenten, deren Sprossachsen stark angeschwollen sind. Die Wurzeln sind meist faserig oder bilden bei Pflanzen mit nur geringer Stammsukkulenz manchmal sukkulente Knollen oder Rüben. Die Hauptsprosse stehen, häufig charakteristisch für bestimmte Gattungen, einzeln oder verzweigen von den Basen oder weiter oben. Hauptsprosse und Zweige wachsen meist aufrecht oder aufstrebend, manchmal auch kriechend oder hängend. Die Sprosse sind zylindrisch oder zu Platykladien abgeflacht und tragen häufig gut ausgebildete Rippen oder spiralig arrangierte Warzen. Areolen, die stark reduzierte Kurztriebe darstellen, stehen auf zylindrischen oder abgeflachten Sprossen meist gefeldert verteilt oder sonst auf den Erhöhungen der Rippen oder Warzen. Sie sind filzig und tragen Dornen, die umgewandelte Blätter darstellen, sowie häufig auch Wolle oder Borsten. Filz und Dornen sind bei jungen Sämlingen immer vorhanden, werden aber manchmal später abgeworfen oder von erwachsenen Pflanzen nicht mehr gebildet. Die den Areolen entspringenden Laubblätter sind manchmal vollständig ausgebildet (Unterfamilie Pereskioideae), häufig pfriemförmig, sukkulent und kurzlebig (Unterfamilien Opuntioideae und Maihuenioideae), fehlen aber meist völlig (Unterfamilie Cactoideae). Nebenblätter sind nicht vorhanden.
Kakteen können sehr unterschiedliche Größen annehmen. Carnegiea gigantea wird bis zu 15 Meter hoch. Der kleinste Kaktus, Blossfeldia liliputana, bildet dagegen flachkugelige Körper von kaum einem Zentimeter Durchmesser. Auch die Wuchsgeschwindigkeiten sind sehr unterschiedlich. Einige Cereen erreichen je Spross Zuwächse von mehr als 1 Meter pro Jahr. Bei Aztekium ritteri ist dagegen auch im Verlauf mehrerer Jahre kaum ein Zuwachs erkennbar.
Die Lebensdauer der Kakteen variiert ebenfalls stark. Langsam wachsende, groß werdende und erst im hohen Alter blühfähige Pflanzen wie Carnegiea und Arten von Ferocactus können bis zu 200 Jahre alt werden. Die Lebensspanne sich schnell entwickelnder und früh blühender Pflanzen ist dagegen kürzer. So wird die schon im zweiten Lebensjahr blühende, selbstfertile und reichlich Samen produzierende Echinopsis mirabilis selten älter als etwa 13 bis 15 Jahre.
Im Inneren der Pflanzen sind die Leitbündel entlang der Zentralachsen ringförmig, bei abgeflachten Sprossen oval angeordnet. Verzweigungen der Leitbündel führen jeweils zu einer Areole. Der enthaltene Saft ist fast immer klar, nur wenige Arten von Mammillaria enthalten Milchsaft.

### Generative Merkmale

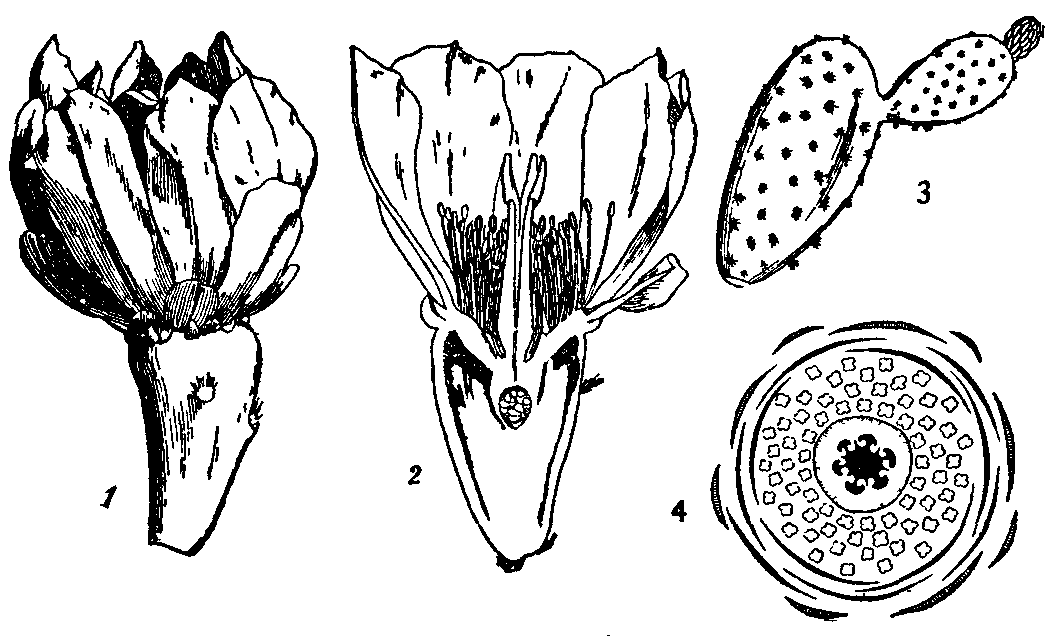
Opuntia vulgaris (Illustration aus Encyclopædia Britannica 1911)
1 Blüte von außen
2 Schnitt der Blüte mit vielen Staubblättern und dem unterständigen Fruchtknoten
3 Platykladium
4 Blütendiagramm

Die Blüten entspringen meist einzeln, manchmal in kleinen Gruppen den Areolen, seltener (in und um Mammillaria) den Axillen oder Furchen zwischen Areolen und Axillen. Manchmal werden sie nur in besonderen, stark bewollten oder beborsteten Bereichen (Cephalien), entweder entlang den Sprossachsen und in diese eingesenkt (Espostoa, Espostoopsis) oder endständig und den Wuchs begrenzend (Melocactus, Discocactus) gebildet. Die Blüten sind zwittrig und meist radiärsymmetrisch, seltener zygomorph. Die Durchmesser der Blüten variieren von 5 mm bis 30 cm, meist sind die Blüten jedoch relativ groß und bei kleinwüchsigen Arten oft größer als die Pflanzenkörper. Die vielen (fünf bis 50 oder mehr) Blütenhüllblätter wechseln meist in Form und Struktur von außen nach innen von hochblatt- zu kronblattartig. Staubblätter sind in großer Zahl (50 bis 1500, selten weniger) vorhanden. Je nach Anpassung an die Bestäuber (Tagfalter, Nachtfalter, Fledermäuse, Kolibris oder Bienen) sind die Blüten nachts (oft nur für wenige Stunden) oder tagsüber (dann meist mehrere Tage lang) geöffnet und röhren-, glocken- oder radförmig. Sie öffnen sich meist weit, bei röhrenförmiger Gestalt aber manchmal nur wenig. Selten (bei Frailea) sind die Blüten kleistogam und öffnen sich nur ausnahmsweise. Die Fruchtknoten sind meist unterständig (in Unterfamilie Pereskioideae halb oberständig). Die die Fruchtknoten enthaltenden Bereiche der Blüte (Ovarien) sind von außen meist mit Schuppen, Dornen oder Wolle bewehrt und von innen mit Haaren abgetrennt.
Die beerenähnlichen, oft fleischigen und bei Reife auffällig gefärbten Früchte enthalten wenige bis meist viele (bis etwa 3000) 0,4 bis 12 mm große Samen.
Die Chromosomengrundzahl beträgt x = 11.

## Ökologie
Ziegen, Vögel, Ameisen, Mäuse und Fledermäuse tragen wesentlich zur Verbreitung der Samen bei. Die Samen der meisten Kakteenarten sind Lichtkeimer.

## Verbreitung

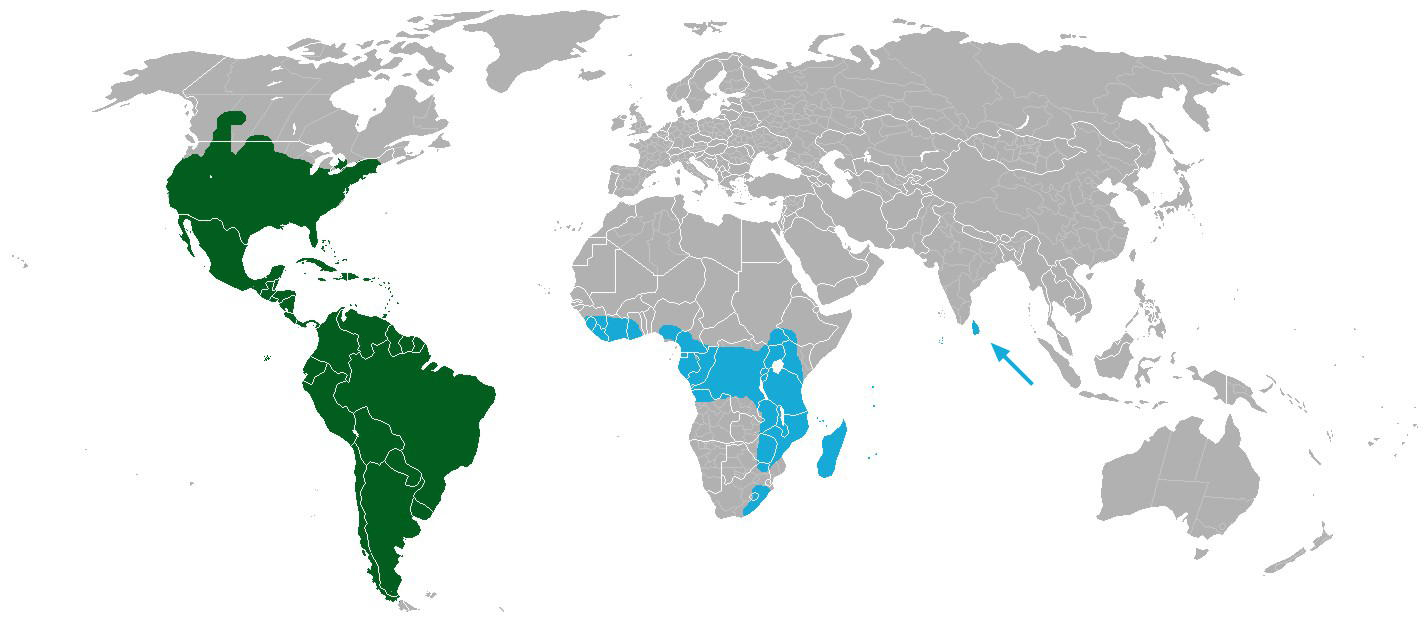
Natürliches Verbreitungsgebiet der Kakteengewächse (Cactaceae):
nur Rhipsalis baccifera
alle anderen Kakteen

Das natürliche Vorkommen der Kakteen ist, mit Ausnahme von Rhipsalis baccifera, auf den amerikanischen Doppelkontinent beschränkt. Dort erstreckt sich ihr Verbreitungsgebiet vom südlichen Kanada bis nach Patagonien in Argentinien und Chile. Die größte Dichte an Kakteenvorkommen findet man in den Gebieten um den nördlichen (Mexiko) und südlichen Wendekreis (Argentinien/Bolivien).
Kakteen besiedeln die verschiedensten Lebensräume, von Tiefebenen bis zu Hochgebirgen, von tropischen Regenwäldern (dort meist als Epiphyt oder Lithophyt) über Steppen und Halbwüste bis zu Trockenwüsten.

## Systematik

### Äußere Systematik
Als Schwestertaxon der Kakteengewächse gelten die (früher zu den Portulacaceae gezählten) Anacampserotaceae.

### Innere Systematik
Die Pflanzenfamilie der Kakteen mit etwa 100 bis 130 Gattungen und 1500 bis 1800 Arten wird in vier Unterfamilien gegliedert:
- Pereskioideae Engelm.
enthält eine Gattung (Pereskia) mit etwa 16 Arten: nicht bis schwach sukkulente Pflanzen (C3-Pflanzen) ohne Glochiden, mit voll entwickelten Laubblättern und großen, schwarzen Samen ohne Samenmantel.
- Opuntioideae Burnett
enthält etwa 300 Arten: Pflanzen mit pfriemförmig reduzierten, sukkulenten, jedoch sehr kurzlebigen Blättern, Glochiden und meist hellen Samen mit immer steinhartem Samenmantel.
- Maihuenioideae P.Fearn
enthält eine Gattung (Maihuenia) mit nur zwei Arten: Mattenbildende Pflanzen ähnlich denen der Opuntioideae, jedoch mit längerlebigen Blättern, schwarzen Samen und ohne Glochiden.
- Cactoideae Eaton
enthält mehr als 85 Prozent der Arten; fast immer vollständig blattlose Pflanzen ohne Glochiden und mit Samen ohne Samenmantel.

## Nutzung

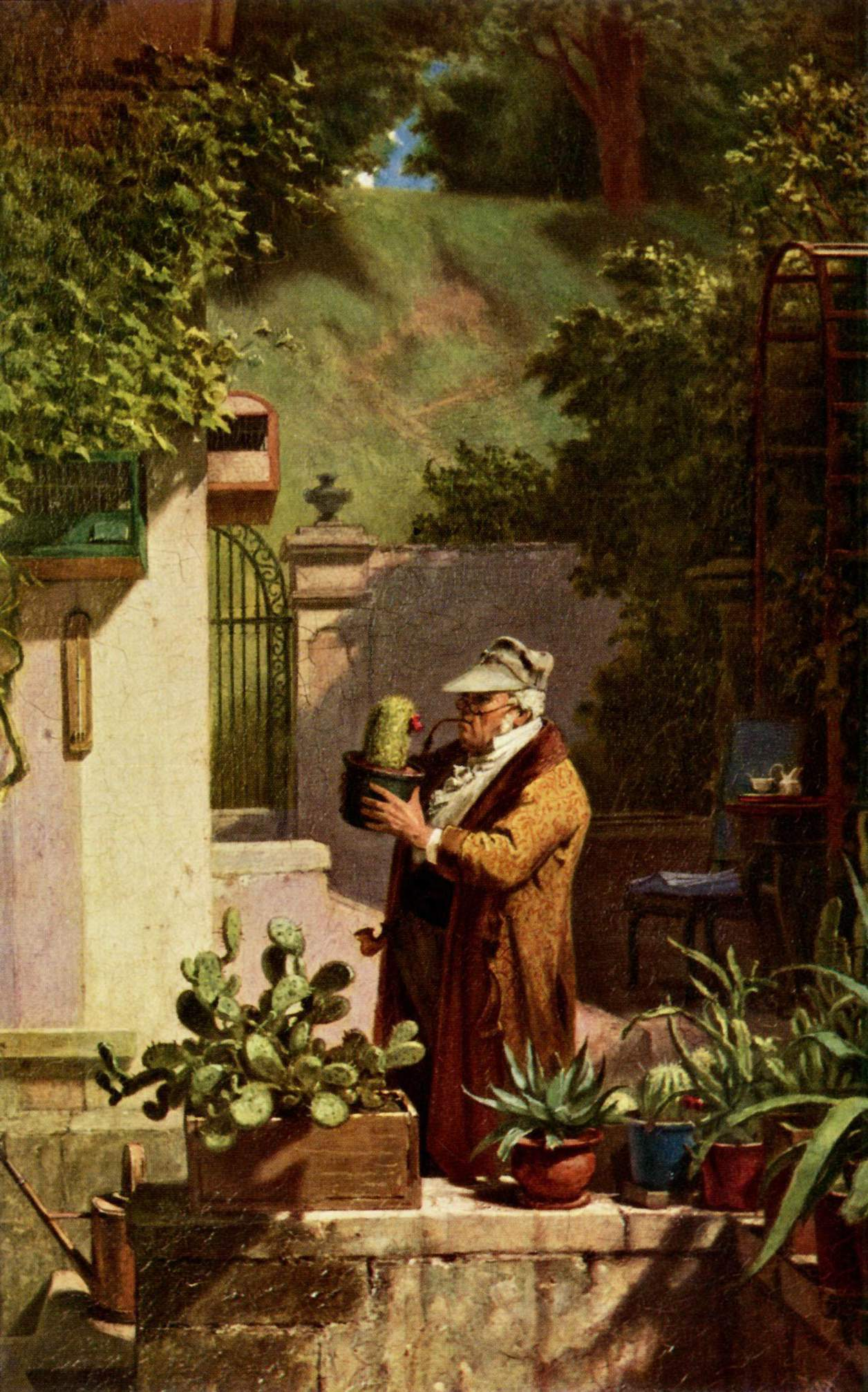
Carl Spitzweg: Der Kaktusfreund, um 1856

Den Gehalt an Alkaloiden in manchen Kakteen nutzten die Indianer Nordamerikas für ihre rituellen Handlungen.
Heutzutage dienen Kakteen neben der Verwendung als Nahrungsmittel (Marmelade, Obst, Gemüse) vor allem als Wirtspflanzen für die Cochenilleschildlaus, aus der roter Farbstoff für Campari oder qualitativ hochwertige Lippenstifte gewonnen wird. Besonders in Südamerika liefern abgestorbene Säulenkakteen wertvolles Bauholz. Auch für die Pharmazie haben einige Kakteen Bedeutung. Kakteen werden als Zimmerpflanzen kultiviert. Aus den gebogenen Dornen mancher Kakteen werden Angelhaken gefertigt.

## Gefährdung und Schutz
Mit Ausnahme der Gattungen Pereskia, Pereskiopsis und Quiabentia sind alle Kakteen im Washingtoner Artenschutzabkommen erfasst, viele Arten sind durch Aufnahme in den Anhang I vollkommen geschützt. Einige Länder nehmen eine etwas widersprüchliche Haltung zum Artenschutz ein. In Mexiko beispielsweise kann man eine Gefängnisstrafe bekommen, wenn man beim Ausgraben von Kakteen erwischt wird, andererseits werden Kakteenstandorte zugunsten neuer Straßen und Stromleitungen vernichtet. Bedenklich dabei ist vor allem, dass einige Kakteen-Standorte eine Ausdehnung von höchstens 1000 Quadratmeter besitzen. Wird dieser Standort vernichtet (Bauarbeiten, Plünderung), so ist die dort wachsende Art für die Nachwelt verloren, falls sie endemischen Charakter hat, also nur dort und sonst nirgends vorkommt.

## Deutschsprachige Kakteen-Gesellschaften
Die folgenden deutschsprachigen Gesellschaften fördern die Kenntnis und Pflege der Kakteen und anderer Sukkulenten u. a. durch Erfahrungsaustausch, Ausstellungen, Vorträge und die Herausgabe der gemeinsamen Zeitschrift Kakteen und andere Sukkulenten (KuaS).
- Deutsche Kakteen-Gesellschaft (DKG)
- Gesellschaft Österreichischer Kakteenfreunde (GÖK)
- Schweizerische Kakteen-Gesellschaft (SKG)

## Belege

## Weiterführende Literatur
- Ana Novoa, Johannes J. Le Roux, Mark P. Robertson, John R.U. Wilson, David M. Richardson: Introduced and invasive cactus species: A global review. In: AoB PLANTS. 2015 (doi:10.1093/aobpla/plu078).
- Carola Analía Torres, Cristina Marisel Pérez Zamora, María Beatriz Nuñez, Ana María Gonzalez: Ethnobotanical Uses and Potential Pharmaceutical Applications of the Cactaceae Family. In: José L. Martinez, Alfred Maroyi, Marcelo L. Wagner (Hrsg.): Ethnobotany. From the Traditional to Ethnopharmacology. CRC Press, Boca Raton 2023 (doi:10.1201/9781003200147-4).